# Madonna col Bambino, san Giovanni Battista, santa Barbara e committente
La Madonna col Bambino, san Giovanni, santa Barbara e la committente è un dipinto olio su tavola di Jacopo de' Barbari. La tavola è conservata nel museo d'arte di Monaco di Baviera Gemäldegalerie dal 1877.

## Storia
La tavola rappresenta una sacra conversazione, ed è conservata nella pinacoteca di Berlino dal 1877 quando fu donata dalla principessa Victoria che l'aveva ricevuta in dono dal collezionista sir Charles Robinson. Il dipinto sarebbe stato eseguito dall'artista veneziano negli anni in cui abitava la città lagunare, prima di spostarsi verso le capitali del nord Europa. Il dipinto non fu da sempre attribuito al de' Barbari, ma considerato un'opera di Alvise Vivarini, nonché del Bellini, e ancora non tutti trovano giusta l'assegnazione al de' Barbari, anche se già nel 1878 il critico Charles Ephrussi lo riteneva un'opera del maestro mentre Jerrold Levinson scrisse Venetian masgter of c. 1500-05 influenced by both Alvise e Bellini.
Il dipinto, per le conformazioni delle figura femminili, che si presentano poco abbozzate e con il capo leggermente inclinato, rendono plausibile l'assegnazione al de' Barbari e trovano affinità con altre opere: Copia disuguale di amanti conservato a Filadelfia, così come nelle stampe della Giuditta e della Sacra famiglia, di sicura attribuzione al maestro de' Barbari.
La datazione non è certa, perché il dipinto non presenta alcuna indicazione, si ritiene, per stile possa precedere il Cinquecento di pochi anni.

## Descrizione
La tavola raffigura una sacra conversazione nella composizione tipica degli ultimi anni del XV secolo della cultura figurativa di Venezia anche se l'opera propone una composizione un poco unica, con alcune varianti. La Madonna che regge il Bambino sul grembo e i due santi, sono seduti su di un prato, mentre l'offerente nei panni di una nobildonna, è posta a un livello inferiore. Il paesaggio posto alle spalle dei soggetti raffigurati, è quello di una lussureggiante valle circondata però da aspre cime che si perdono all'orizzonte, mentre un cielo plumbeo completa la composizione dell'opera. 
La committente sarebbe stata individuata nella regina di Cipro Caterina Corner. Questa indicazione non è condivisa. Si ritiene che il personaggio sia stato erroneamente indicato quando si riteneva che l'immagine della santa fosse santa Caterina, omonima della regina. Con l'individuazione di santa Barbara, è venuta a decadere questa attribuzione.

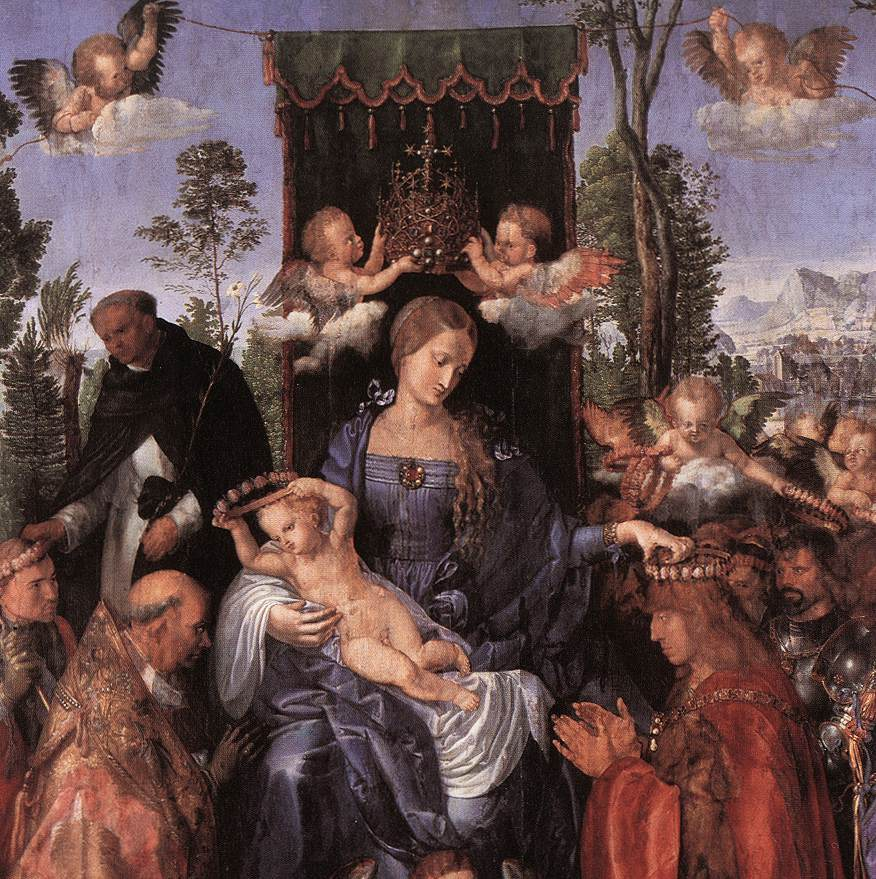
Festa del rosario Albrecht Dürer - particolare del volto della Vergine

A destra la tavola propone l'immagine di san Giovanni Battista con le vesti giallo cangiante, colore molto particolare, sicuramente più vicino alla pittura lombarda che veneziana, ma che conferma uno studio della Pala dei Barcaioli del lodigiano Giovanni Agostino presente a Murano. Il santo è avvolto in un mantello rosso, e con il braccio sinistro sembra abbracciare la donatrice presentandola con lo sguardo supplichevole alla Vergine. Tra loro vi è santa Barbara raffigurata con la torre che è il suo attributo. 
Le figure si presentano spigolose con drappeggi di un cromatismo acceso, che non presentano le proporzioni della pittura classica della fine del Quattrocento veneziano. Malgrado questa sia stata sicuramente una scelta voluta e cercata dall'artista, che si voleva allontanare dall'influsso del Bellini, l'opera mantiene nei tratti del volto dei protagonisti, una serenità e morbidezza che riportano il dipinto alle opere del rinascimento veneziano dei suoi maestri. Il volto della Madonna presenta molte affinità con il medesimo soggetto della Festa del Rosario di Albrecht Dürer, e non può essere che una conferma di quanto il maestro avesse influito sulla pittura del Dürer, come egli stesso indicò sui suoi scritti.
L'analisi della tavola con gli infrarossi ha documentato una preparazione del disegno molto lieve e sottile ma con molteplici tratti, caratteristica degli incisori, com'era il de' Barbari.